# Suc de Montaigu
Le suc de Montaigu est un sommet situé dans le massif du Meygal, culminant à 1 240 m d'altitude, dans le Velay en France.

## Toponymie
Terra de Montagut (1269), suc de Montagud (1635), suc de Montagu (1723).

## Géographie

### Situation

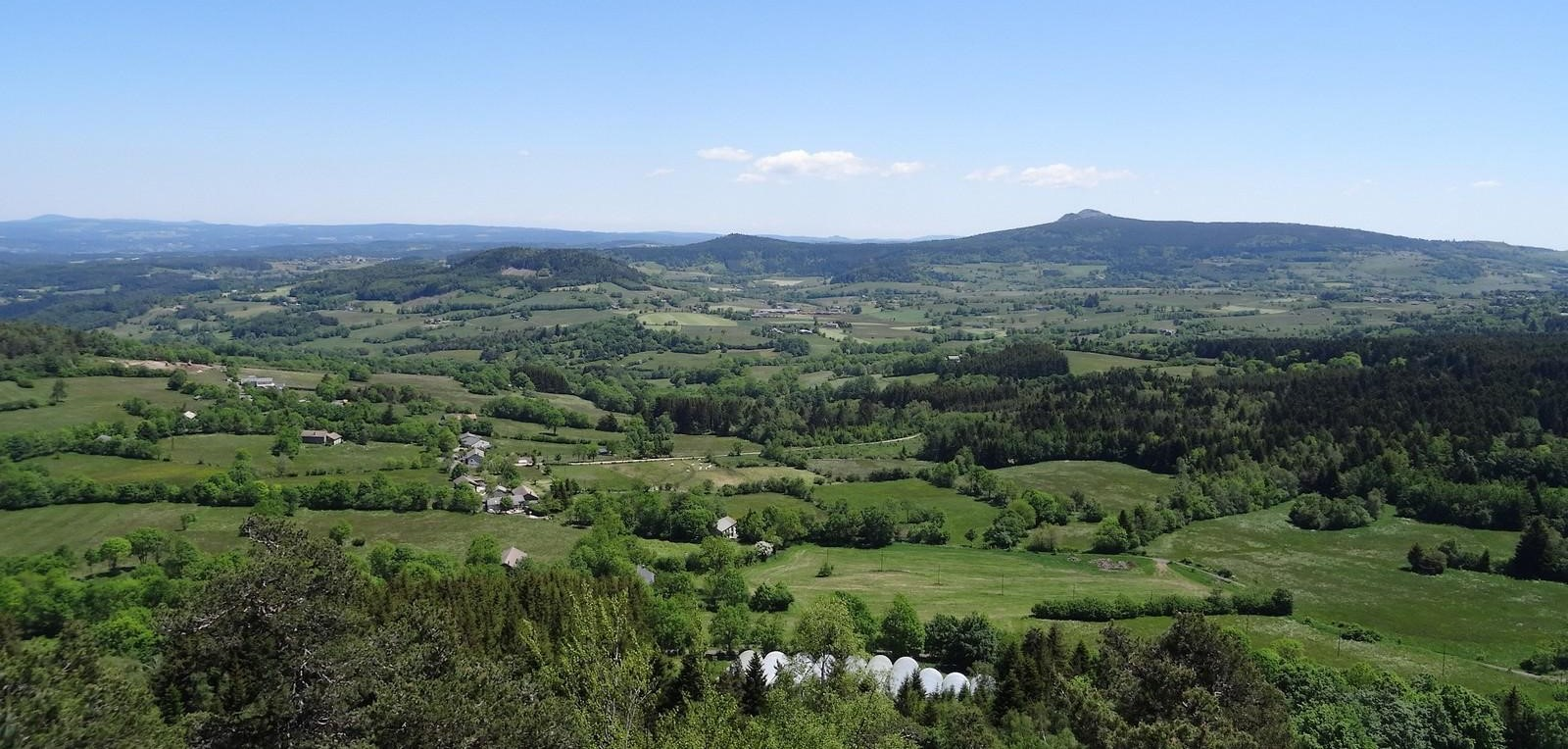
Vue depuis le suc de Montaigu.

La montagne se trouve sur le territoire de la commune d'Yssingeaux proche des hameaux de Chazeaux et de Champblanc dans le département de la Haute-Loire.
Le sommet rocheux dépasse de la forêt et offre un panorama sur une partie du pays des Sucs, ainsi que sur le massif du Meygal et le Pilat. Par temps clair, une partie des Alpes peut être aperçue.

## Activités

### Protection environnementale
Le suc est répertorié dans la ZNIEFF de type 2 « Mézenc - Meygal ».

### Randonnées
Après la cote 1116, après avoir quitté la rue le Suc de Montaigu, à la sortie du bois, prendre un chemin herbeux à gauche.
Pénétrer dans le bois, appuyer à gauche dans les pentes très raides. Atteindre le sommet par la petite crête nord.